# Coupe Challenge masculine de handball 2017-2018
Navigation
Coupe Challenge 2016-2017 Coupe Challenge 2018-2019
La Coupe Challenge masculine de handball 2017-2018 est la 25e édition de la Coupe Challenge, troisième compétition dans la hiérarchie des compétitions européennes masculines.

## Présentation

### Formule
Du premier tour à la finale, la compétition se déroule en matchs aller-retour à élimination directe. Pour les premiers tours, les adversaires peuvent convenir de disputer les deux matchs au même endroit lors du même week-end.
Pour chaque double confrontation, l'équipe qui a marqué le plus de buts sur la somme des deux matchs est qualifiée pour le tour suivant. En cas d'égalité, c'est l'équipe qui a marqué le plus de buts lors du match à l'extérieur. Si les équipes sont encore à égalité, elles disputent une séance de tirs au but.
Pour chaque tour, des qualifications jusqu'au huitièmes de finale, l'EHF fixe des têtes de série avant le tirage au sort. En revanche, à chaque tour, deux clubs d'un même pays peuvent se rencontrer.

### Calendrier
| Tour                | Tirage           | Aller                  | Retour                    | Nombre de participants |
| ------------------- | ---------------- | ---------------------- | ------------------------- | ---------------------- |
| Tour préliminaire   | 18 juillet 2017  | 7 et 8 octobre 2017    | 14 et 15 octobre 2017     | 34                     |
| Seizièmes de finale | 18 juillet 2017  | 18 et 19 novembre 2017 | 25 et 26 novembre 2017    | 32                     |
| Huitièmes de finale | 28 novembre 2017 | 10 et 11 février 2018  | 17 et 18 février 2018     | 16                     |
| Quarts de finale    | 20 février 2018  | 24 et 25 mars 2018     | 31 mars et 1er avril 2018 | 8                      |
| Demi-finales        | 20 février 2018  | 21 et 22 avril 2018    | 28 et 29 avril 2018       | 4                      |
| Finale              | 1er mai 2018     | 12 ou 13 mai 2018      | 19 ou 20 mai 2018         | 2                      |

### Participants
Les places sont majoritairement allouées selon le coefficient EHF de chaque pays. Voici les clubs participants par tour d'entrée dans la compétition :
24 équipes directement qualifiés pour les seizièmes de finale
- RK Eurofarm Rabotnik
- Madeira Andebol SAD
- AHC Potaissa Turda
- HC ZNTU-ZAB Zaporijjia (en)
- HC Homiel
- SKIF Krasnodar
- Fyllingen Bergen
- RK Sloga Požega (en)
- HC MŠK Považská Bystrica
- HC Visé BM
- Göztepe SK
- AEK Athènes
- ÍB Vestmannaeyja
- KH Trepca
- Ramat Hasharon HC (en)
- HC Berchem
- HMRK Zrinjski Mostar (en)
- Dobroudja Dobritch (en)
- Parnassos Strovolou (en)
- London GD HC (en)
- PGU Tiraspol (en)
- HC Granitas Kaunas
- RK Lovćen Cetinje
- B.S.B. Batumi (en)

16 équipes qualifiées pour le tour préliminaire
- HC Chakhtar Donetsk
- Dinamo Viktor Stavropol
- ORK Samot 65 (sr)
- Taşova YİBO SK (en)
- PAOK Salonique
- Holon Yuvalim HC (en)
- Red Boys Differdange
- Handball Käerjeng
- RK Konjuh Živinice (bs)
- RK Vogošća (en)
- Proodeftikos Paphos
- Cambridge HC (en)
- VHC Šviesa (en)
- HC Kauno Ąžuolas
- RK Mojkovac (en)
- Aloysians Von Taine

## Résultats

### Tour préliminaire
Les rencontres ont lieu du vendredi 6 au dimanche 8 octobre 2017 et du samedi 14 au lundi 16 octobre.
| Équipe 1                | Score   | Équipe 2                | Aller   | Retour  |
| ----------------------- | ------- | ----------------------- | ------- | ------- |
| RK Vogošća (en)         | 54 – 48 | Holon Yuvalim HC (en)   | 31 – 24 | 23 – 24 |
| Red Boys Differdange    | 57 – 52 | HC Kauno Ąžuolas        | 32 – 26 | 25 – 26 |
| Taşova YİBO SK (en)     | forfait | RK Mojkovac (en)        | /       | /       |
| Aloysians Von Taine     | 32 – 73 | PAOK Salonique          | 17 – 34 | 15 – 39 |
| ORK Samot 65 (sr)       | 75 – 45 | Cambridge HC (en)       | 43 – 21 | 32 – 24 |
| Handball Käerjeng       | 69 – 58 | HC Chakhtar Donetsk     | 32 – 30 | 37 – 28 |
| VHC Šviesa (en)         | 48 – 61 | Dinamo Viktor Stavropol | 24 – 25 | 24 – 36 |
| RK Konjuh Živinice (bs) | 72 – 39 | Proodeftikos Paphos     | 39 – 15 | 33 – 24 |

Les matchs du tour préliminaire ont attiré 541 spectateurs en moyenne. La double affiche entre le RK Vogošća (en) et le Holon Yuvalim HC (en) a réuni les deux plus grandes affluences : 800 spectateurs puis 1 000 pour les deux matchs joués à Vogošća.

### Seizièmes de finale
Les seizièmes de finale se jouent sur deux week-ends consécutifs, centrés sur les samedi 18 et 25 novembre 2017.
| Équipe 1                    | Score   | Équipe 2                  | Aller   | Retour  |
| --------------------------- | ------- | ------------------------- | ------- | ------- |
| RK Konjuh Živinice (bs)     | 48 – 63 | Ramat Hasharon HC (en)    | 25 – 30 | 23 – 33 |
| RK Eurofarm Rabotnik        | 57 – 47 | HC Granitas Kaunas        | 28 – 24 | 29 – 23 |
| London GD HC (en)           | 37 – 81 | AEK Athènes               | 16 – 40 | 21 – 41 |
| Madeira Andebol SAD         | 81 – 32 | Parnassos Strovolou (en)  | 46 – 12 | 35 – 20 |
| HC Homiel                   | 54 – 63 | ÍB Vestmannaeyja          | 27 – 31 | 27 – 32 |
| KH Trepca                   | 49 – 75 | AHC Potaissa Turda        | 19 – 35 | 30 – 40 |
| Göztepe SK                  | 63 – 55 | PAOK Salonique            | 35 – 26 | 28 – 29 |
| HC Visé BM                  | 79 – 63 | PGU Tiraspol (en)         | 38 – 31 | 41 – 32 |
| B.S.B. Batumi (en)          | 49 – 89 | HMRK Zrinjski Mostar (en) | 17 – 47 | 32 – 42 |
| Dinamo Viktor Stavropol     | 66 – 57 | RK Sloga Požega (en)      | 37 – 26 | 29 – 31 |
| HC MŠK Považská Bystrica    | 58 – 50 | RK Lovćen Cetinje         | 34 – 26 | 24 – 24 |
| RK Vogošća (en)             | 54 – 65 | Fyllingen Bergen          | 33 – 35 | 21 – 30 |
| SKIF Krasnodar              | 57 – 55 | Handball Käerjeng         | 31 – 27 | 26 – 28 |
| HC Berchem                  | 59 – 45 | ORK Samot 65 (sr)         | 26 – 21 | 33 – 24 |
| HC ZNTU-ZAB Zaporijjia (en) | 71 – 46 | RK Mojkovac (en)          | 36 – 20 | 35 – 26 |
| Red Boys Differdange        | 79 – 49 | Dobroudja Dobritch (en)   | 43 – 23 | 36 – 26 |

739 spectateurs en moyenne ont assisté aux seizièmes de finale. La rencontre Göztepe SK – PAOK Salonique, jouée en deux matchs près d'Izmir, réunit 2 200 puis 1 800 personnes. 1 800 spectateurs étaient également présents à Differdange pour le premier match entre les Red Boys Differdange et Dobroudja Dobritch (en).

### Huitièmes de finale
Les huitièmes de finale se sont disputés sur deux week-end consécutifs, du 10 au 18 février 2018.
| Équipe 1                    | Score   | Équipe 2               | Aller   | Retour  |
| --------------------------- | ------- | ---------------------- | ------- | ------- |
| RK Eurofarm Rabotnik        | 50 – 61 | Fyllingen Bergen       | 22 – 25 | 28 – 36 |
| HC MŠK Považská Bystrica    | 49 – 53 | Madeira Andebol SAD    | 25 – 23 | 24 – 30 |
| ÍB Vestmannaeyja            | 53 – 46 | Ramat Hasharon HC (en) | 32 – 25 | 21 – 21 |
| Dinamo Viktor Stavropol     | 59 – 52 | Red Boys Differdange   | 31 – 26 | 28 – 26 |
| HMRK Zrinjski Mostar (en)   | 57 – 67 | SKIF Krasnodar         | 27 – 39 | 30 – 28 |
| AHC Potaissa Turda          | 68 – 53 | HC Visé BM             | 44 – 24 | 24 – 29 |
| Göztepe SK                  | 52 – 57 | AEK Athènes            | 29 – 25 | 23 – 32 |
| HC ZNTU-ZAB Zaporijjia (en) | 59 – 65 | HC Berchem             | 29 – 34 | 30 – 31 |

Les huitièmes de finale ont attiré 656 spectateurs en moyenne. Ce nombre tiré vers le haut par deux rencontres : Göztepe-AEK disputé devant 2 500 personnes et celle entre RK Eurofarm Rabotnik et Fyllingen Bergen qui a attiré 1 800 spectateurs.

### Quarts de finale
Les quarts de finale aller ont lieu les samedi 24 et dimanche 25 mars 2018. Les matchs retour les samedi 31 mars et lundi 2 avril.
| Équipe 1                | Score   | Équipe 2            | Aller   | Retour  |
| ----------------------- | ------- | ------------------- | ------- | ------- |
| Dinamo Viktor Stavropol | 48 – 55 | Madeira Andebol SAD | 27 – 27 | 21 – 28 |
| AHC Potaissa Turda      | 59 – 56 | Fyllingen Bergen    | 29 – 24 | 30 – 32 |
| AEK Athènes             | 64 – 43 | HC Berchem          | 32 – 25 | 32 – 18 |
| SKIF Krasnodar          | 51 – 66 | ÍB Vestmannaeyja    | 23 – 25 | 28 – 41 |

690 personnes en moyenne ont assisté aux rencontres, toutes les affluences étant comprises entre 600 et 800 spectateurs.

### Demi-finales
Les demi-finales aller se jouent le samedi 21 avril 2018. Les demi-finales retour ont lieu le week-end suivant, les 28 et 29 avril 2018.
| Équipe 1            | Score   | Équipe 2           | Aller   | Retour  |
| ------------------- | ------- | ------------------ | ------- | ------- |
| Madeira Andebol SAD | 44 – 52 | AEK Athènes        | 21 – 29 | 23 – 23 |
| ÍB Vestmannaeyja    | 55 – 56 | AHC Potaissa Turda | 31 – 28 | 24 – 28 |

Les demi-finales ont réuni une affluence moyenne de 776 personnes. Les matchs retour en Grèce (800) et en Roumanie (1 000) ont eu la plus forte affluence.

### Finale
La finale aller s'est jouée le lundi 14 mai 2018. 3 000 personnes étaient présentes dans la Sala Sporturilor Horia Demian (en) de Cluj-Napoca, à 35 kilomètres de Turda.
La finale retour s'est déroulée devant 5 600 spectateurs six jours plus tard, le dimanche 20 mai 2018, à l'Olympic Indoor Hall de Maroússi où l'AEK a joué toute son épopée européenne.
| Équipe 1           | Score   | Équipe 2    | Aller   | Retour  |
| ------------------ | ------- | ----------- | ------- | ------- |
| AHC Potaissa Turda | 59 – 49 | AEK Athènes | 33 – 22 | 26 – 27 |

## Statistiques
| Rang | Nom                    | Équipe                  | Buts |
| ---- | ---------------------- | ----------------------- | ---- |
| 1    | Anton Otrezov          | Dinamo Viktor Stavropol | 71   |
| 2    | Sveinn Sveinsson       | ÍB Vestmannaeyja        | 49   |
| 3    | Senjin Kratović        | Red Boys Differdange    | 46   |
| 4    | Malik Hoggas           | AEK Athènes             | 42   |
| 5    | João Paulo Pinto       | Madeira SAD             | 41   |
| 6    | Georgica Cintec        | AHC Potaissa Turda      | 40   |
| 7    | Radu Ghiță (en)        | AHC Potaissa Turda      | 37   |
| 8    | Theodór Sigurbjörnsson | ÍB Vestmannaeyja        | 36   |
| 8    | Roland Thalmaie        | AHC Potaissa Turda      | 36   |
| 10   | Christodoulos Mylonas  | AEK Athènes             | 35   |